# Craig Spector
Craig Spector (...) è uno scrittore e sceneggiatore statunitense, con undici romanzi horror all'attivo, tradotti in nove paesi.
Le sue prime opere, scritte insieme a John Skipp, sono la base della corrente Splatterpunk, moderno stile di scrittura horror che prende spunto dalle scene effererate del cinema di genere.
Il suo ultimo film, Animals (2008), è tratto dal suo quinto romanzo.
Craig Spector vive a Los Angeles, California.